# Ministerium für Schule und Bildung des Landes Nordrhein-Westfalen

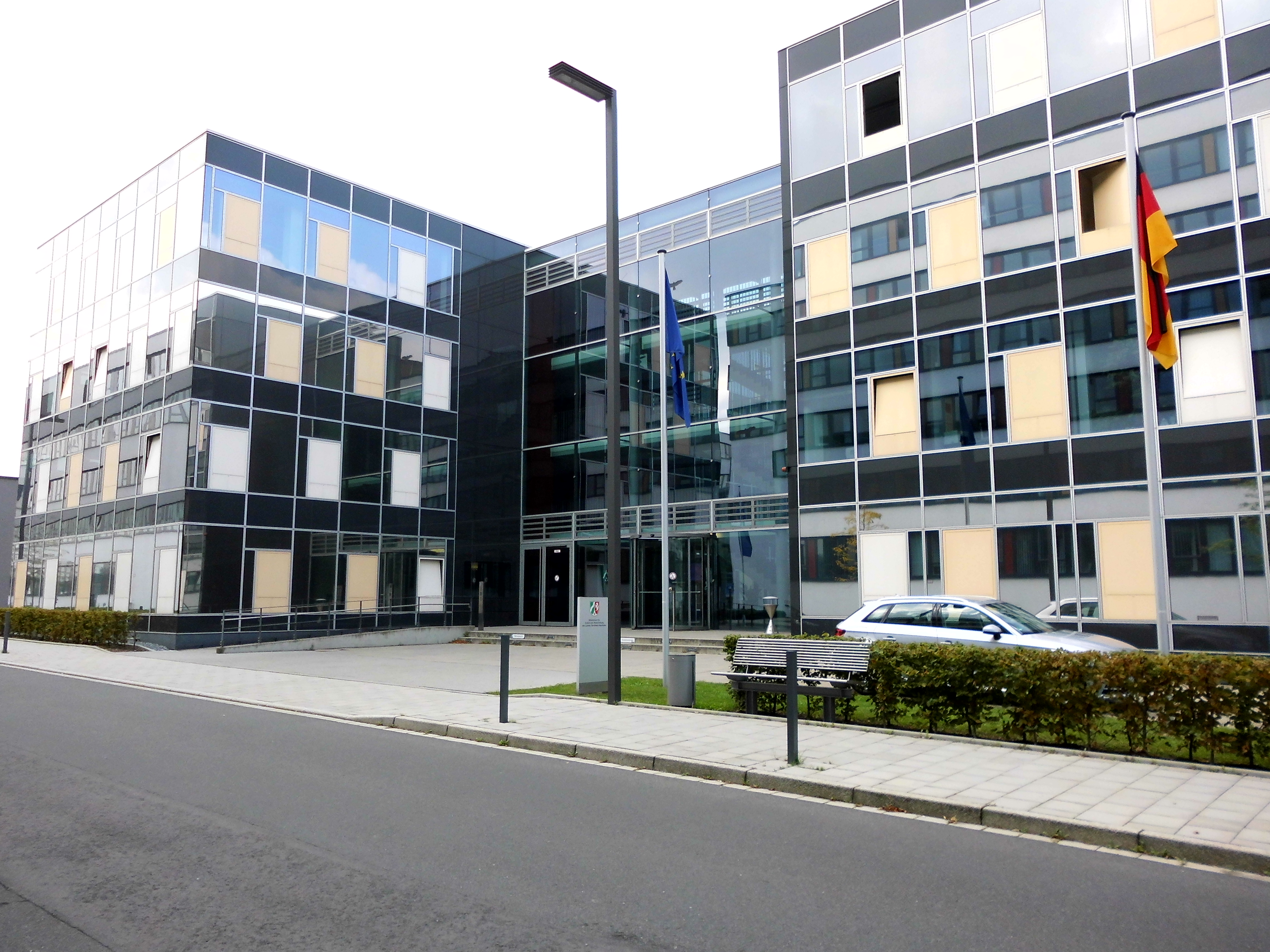
Gebäude des Schulministeriums NRW in Düsseldorf

Das Ministerium für Schule und Bildung des Landes Nordrhein-Westfalen (Kurzform: MSB NRW) ist eines von zwölf Landesministerien der nordrhein-westfälischen Landesregierung. Es wird auch als Schulministerium NRW bezeichnet und übernimmt als oberste Schulaufsichtsbehörde die Aufsicht über das gesamte nordrhein-westfälische Schulwesen.

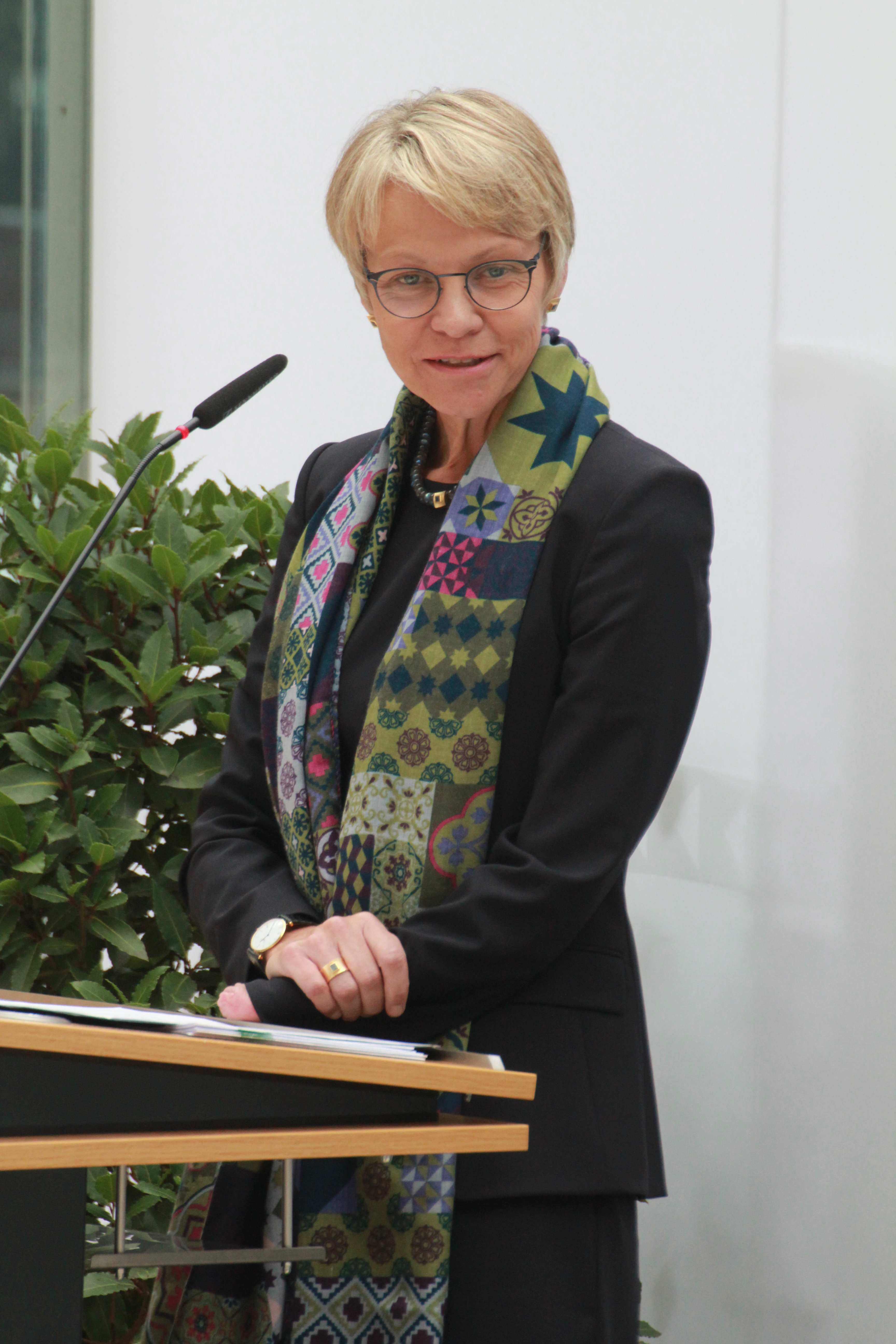
Dorothee Feller (CDU), Ministerin für Schule und Bildung des Landes Nordrhein-Westfalen seit 2022

Das Ministerium wird seit dem 29. Juni 2022 durch Dorothee Feller (CDU) geleitet. Zuständiger Staatssekretär ist Urban Mauer (ebenfalls CDU).

## Aufgaben des Ministeriums
Die Aufgaben des Ministeriums sind im 2005 erlassenen Schulgesetz für das Land Nordrhein-Westfalen geregelt. Hauptaufgabe ist die oberste Schulaufsicht über 5.428 Schulen, 206.934 Lehrer sowie 2.449.466 Schüler in Nordrhein-Westfalen (Stand der amtlichen Schulstatistik zum Schuljahr 2020/2021). Angestrebt wird dabei eine „moderne und effiziente Organisation und Wahrnehmung von Schulaufsicht“. Daneben gehört zu den Aufgaben die Qualitätssicherung und -weiterentwicklung des schulischen Bildungsangebots. Dieses solle sich als „qualitativ hochwertig, zukunftsgerichtet, international konkurrenzfähigen“ darstellen. Die dem Ministerium unterstehenden Einrichtungen, darunter auch die Schulen, sollen größere Selbstständigkeit erhalten und dadurch gestärkt werden.
Das Ministerium koordiniert eine Reihe von Förderprogrammen wie beispielsweise Talentschulen, die Eigenverantwortliche Schule oder das Netzwerk Zukunftsschulen NRW – Netzwerk Lernkultur Individuelle Förderung.

## Behörden und Einrichtungen im Geschäftsbereich des Ministeriums
In den Geschäftsbereich des Schulministeriums fallen verschiedene Behörden und Einrichtungen.
Zu den Behörden gehören die fünf Bezirksregierungen der nordrhein-westfälischen Regierungsbezirke Arnsberg, Detmold, Düsseldorf, Köln und Münster. Die Bezirksregierungen übernehmen als obere Schulaufsichtsbehörde die Fach- und Dienstaufsicht über die Realschulen, Gesamtschulen, Gymnasien, Sekundarschulen, Berufskollegs, Weiterbildungskollegs und solche Förderschulen, die sich im Bildungsbereich der zuvor genannten Schulformen befinden. Über Hauptschulen und dem Schulamt zugeordnete Förderschulen übernehmen die Bezirksregierungen lediglich die Dienstaufsicht. Die Bezirksregierung Arnsberg übernimmt zusätzlich die Dienstaufsicht über das Landesamt für Qualitätssicherung und Informationstechnologie der Lehrerausbildung, die Bezirksregierung Köln hat die Dienst- und Fachaufsicht über die Zentren für schulpraktische Lehrerausbildung und das Haus für Lehrerfortbildung Kronenburg inne.
Neben den Bezirksregierungen fallen unter die Behörden die staatlichen Schulämter, die jeweils den insgesamt 53 kreisfreien Städten oder Kreisen zugeordnet sind. Als untere Schulaufsichtsbehörden übernehmen die Schulämter die Fach- und Dienstaufsicht über die Grundschulen. Über Hauptschulen und diejenigen Förderschulen, für die die Bezirksregierungen nicht die Fachaufsicht übernehmen, haben die Schulämter die Fachaufsicht inne.
Im Geschäftsbereich des Ministeriums befinden sich überdies die folgenden Einrichtungen:
- Qualitäts- und Unterstützungsagentur – Landesinstitut für Schule (QUA-LiS NRW)[11]
- Landesamt für Qualitätssicherung und Informationstechnologie der Lehrerausbildung (LAQUILA)[12] (bis 30. Juni 2023 Landesprüfungsamt für Lehrämter an Schulen, LPA[13])
- 33 Zentren für schulpraktische Lehrerausbildung (ZfsL)[14]
- Haus für Lehrerfortbildung Kronenburg[15]

## Geschichte
Das Ministerium besteht seit der ersten Legislaturperiode 1946. Zwischen 1998 und 2002 war es mit dem heutigen Ministerium für Kultur und Wissenschaft zusammengefasst.
Die folgende Tabelle zeigt die zuständigen Minister seit 1946:
| Name                                                              | Amtsantritt                                                      | Kabinett                      | Partei              |
| Minister für Kultus                                               | Minister für Kultus                                              | Minister für Kultus           | Minister für Kultus |
| ----------------------------------------------------------------- | ---------------------------------------------------------------- | ----------------------------- | ------------------- |
| Wilhelm Hamacher                                                  | 29. August 1946                                                  | Amelunxen I                   | Zentrum             |
| Rudolf Amelunxen                                                  | 30. September 1946                                               | Amelunxen I                   | parteilos           |
| Heinrich Konen                                                    | 5. Dezember 1946 17. Juni 1947                                   | Amelunxen II Arnold I         | CDU                 |
| Christine Teusch                                                  | 18. Dezember 1947 15. September 1950                             | Arnold I Arnold II            | CDU                 |
| Werner Schütz                                                     | 27. Juli 1954                                                    | Arnold III                    | CDU                 |
| Paul Luchtenberg                                                  | 28. Februar 1956                                                 | Steinhoff                     | FDP                 |
| Werner Schütz                                                     | 24. Juli 1958                                                    | Meyers I                      | CDU                 |
| Paul Mikat                                                        | 26. Juli 1962 25. Juli 1966                                      | Meyers II Meyers III          | CDU                 |
| Fritz Holthoff                                                    | 8. Dezember 1966 28. Juli 1970                                   | Kühn I Kühn II                | SPD                 |
| Jürgen Girgensohn                                                 | 8. Dezember 1970 17. Januar 1978 20. September 1978 29. Mai 1980 | Kühn II Kühn III Rau I Rau II | SPD                 |
| Hans Schwier                                                      | 25. Oktober 1983 30. Mai 1985 12. Juni 1990                      | Rau II Rau III Rau IV         | SPD                 |
| Minister für Schule und Weiterbildung                             |                                                                  |                               |                     |
| Gabriele Behler                                                   | 17. Juli 1995                                                    | Rau V                         | SPD                 |
| Minister für Schule und Weiterbildung, Wissenschaft und Forschung |                                                                  |                               |                     |
| Gabriele Behler                                                   | 9. Juni 1998                                                     | Clement I                     | SPD                 |
| Minister für Schule, Wissenschaft und Forschung                   |                                                                  |                               |                     |
| Gabriele Behler                                                   | 27. Juni 2000                                                    | Clement II                    | SPD                 |
| Minister für Schule, Jugend und Kinder                            |                                                                  |                               |                     |
| Ute Schäfer                                                       | 12. November 2002                                                | Steinbrück                    | SPD                 |
| Minister für Schule und Weiterbildung                             |                                                                  |                               |                     |
| Barbara Sommer                                                    | 24. Juni 2005                                                    | Rüttgers                      | CDU                 |
| Sylvia Löhrmann                                                   | 15. Juli 2010 21. Juni 2012                                      | Kraft I Kraft II              | Grüne               |
| Minister für Schule und Bildung                                   |                                                                  |                               |                     |
| Yvonne Gebauer                                                    | 30. Juni 2017 28. Oktober 2021                                   | Laschet Wüst I                | FDP                 |
| Dorothee Feller                                                   | 29. Juni 2022                                                    | Wüst II                       | CDU                 |